# Латыши в изгнании
Латыши в изгнании (тримда) — эмигранты латвийского, преимущественно латышского происхождения, проживающие в основном в Европе, Америке и Австралии, большинство из которых уехали из Латвии добровольно или принудительно или в составе отступающих частей Латышского легиона во время Второй мировой войны. Добровольно выехали лица, которые боялись повторения репрессий советского режима и были противниками Советской власти. Ряды эмиграции пополнили и попавшие в американско-английскую зону оккупации латвийские легионеры и бежавшие на Запад коллаборационисты. До восстановления независимости Латвии около 150 000 латышей жили за пределами Латвии (исключая СССР).

## История

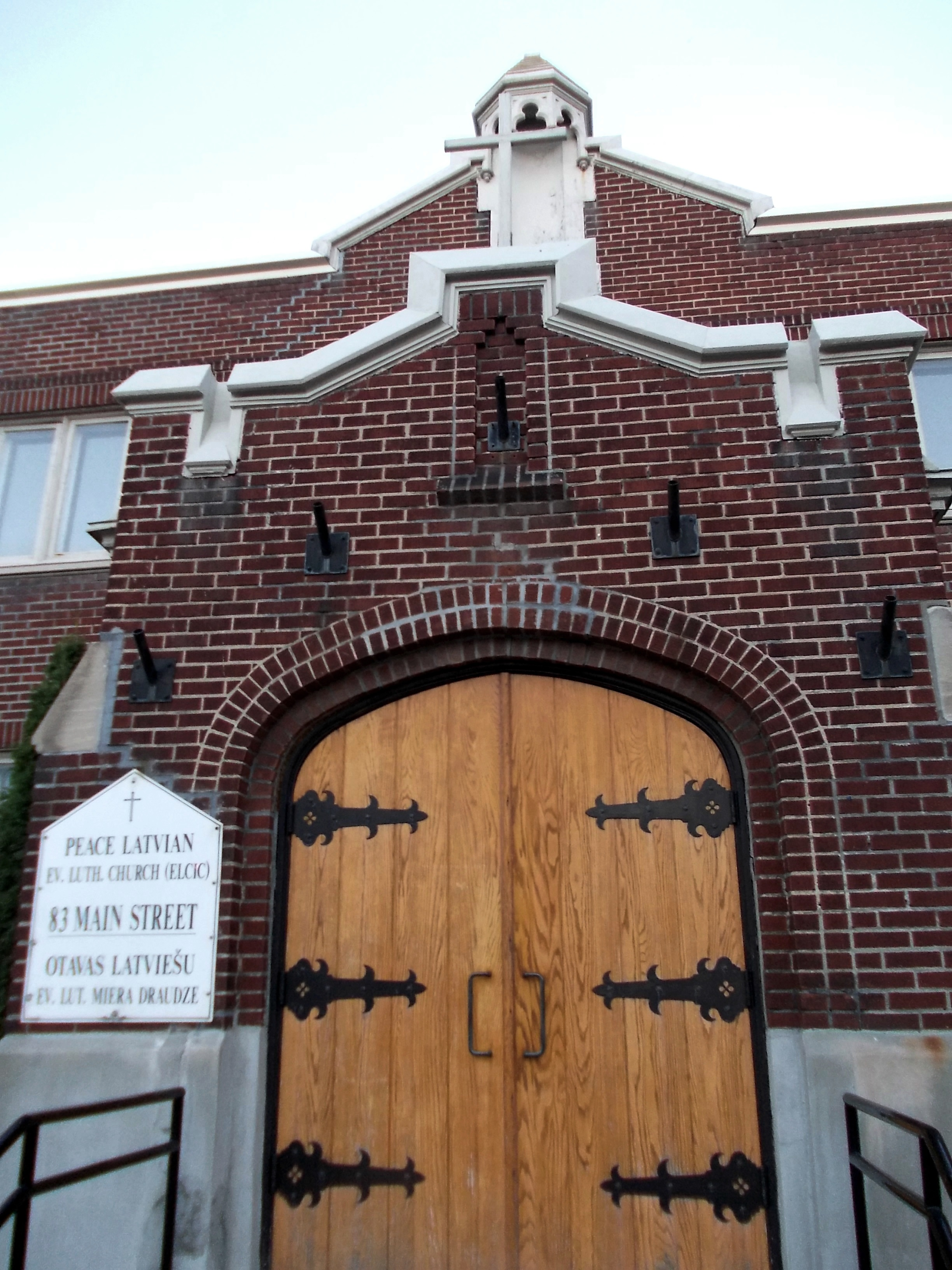
Дом Латышской евангелически-лютеранской общины Мира в Оттаве (Канада).

После окончания Второй мировой войны в оккупированной союзниками Западной Германии было выявлено около 120 тысяч латышей, из которых 82 тысячи находились в лагерях для гражданских беженцев и 23 тысячи бывших легионеров — в охраняемых лагерях для военнопленных. Еще 3000 латышей находились в лагерях беженцев в Австрии и около 2000 в Дании. В Швеции оказались около 6000 латвийских беженцев (по данным Л.Л.Рыбаковского, 3000), которые пересекли Балтийское море на лодках и малых судах.
После капитуляции Германии Администрация помощи и восстановления Объединённых наций, основанная в 1943 году, приняла на себя заботу о беженцах. Согласно Ялтинскому соглашению стран антигитлеровской коалиции, граждане СССР и Югославии должны были вернуться в страны своего гражданства независимо от их желания. Аналогичные обязательства принял на себя СССР. 11 февраля 1945 года были заключены двухсторонние советско-американское и советско-английское соглашения о взаимной репатриации советских, американских и английских граждан. Подобное соглашение с Францией было подписано 26 июня 1945 года.Однако в конце октября 1945 года верховный главнокомандующий англо-американскими экспедиционными силами генерал Дуайт Эйзенхауэр издал приказ, согласно которому беженцы из стран Балтии не подлежали насильственной репатриации, и им стал присваиваться статус перемещенных лиц (с английского Displaced persons, DP, Ди-Пи). Летом 1946 года для помощи беженцам была создана Международная организация по делам беженцев, которая постепенно заменила Администрацию помощи и восстановления Объединённых наций к лету 1947 года. Первые годы своего пребывания на Западе гражданские беженцы провели в специальных лагерях для перемещённых лиц DP camp (англ.). Большинство лагерей Ди-Пи располагалось в Австрии, Германии и Италии.
Социальный состав латышских эмигрантов в Германии в 1946 году был следующий: чиновники, офицеры, полицейские, представители интеллигенции составляли 82%, крестьяне - 12%, рабочие - 3%.
В начале 1946 года латыши были размещены в 213 лагерях в Германии, крупнейшими из которых были Эслинген (5200), Вюрцбург (3500), Амберг (2400) и Гестахт (2276). Начиная с марта 1946 года военнослужащих Латышского легиона СС начали освобождать из плена и присваивать им статус DP после индивидуальной фильтрации.
В западногерманских лагерях беженцев были созданы школы и различные общественные организации, а также выпускались газеты и книги. В мае 1946 года в Германии насчитывалось 122 школы- семилетки, в которых обучались 7 000 учеников, и 57 гимназий с 2500 учениками. С 1946 по 1948 год в Германии было издано 797 латышских книг. Лютеранские общины были сформированы почти во всех крупных лагерях беженцев. Уже 28 декабря 1945 года была создана организация бывших легионеров «Даугавас Ванаги», которая первоначально планировалась как общество помощи раненым и пострадавшим во время войны, но впоследствии превратилась в центр антисоветской активности.
С 1947 года началась эмиграция латвийских беженцев из Германии в Великобританию, Австралию, США и Канаду. В течение нескольких лет около 20 тысяч латышей прибыли в Великобританию и Австралию и около 40 тысяч в Соединённые Штаты. США первоначально отказывали во въездных визах лицам, подозреваемым в военных преступлениях и связанным с организацией айзсаргов: по разделу 13 статьи 774 Публичного права она была включена в список нежелательных в США. Однако в 1951 году этот запрет был отменён. Около 1000 латвийских беженцев прибыли в Аргентину и Бразилию (в том числе известный военный преступник Герберт Цукурс) и около 700 в Венесуэлу. До 1960-х годов латыши продолжали въезжать в Соединённые Штаты и Канаду, в основном из Западной Европы и Южной Америки. В 1980-х годах около 60 000 латышей жили в Соединенных Штатах и около 20 000 в Канаде.
Начиная с 1960 года латышам в изгнании разрешили въезд в СССР, для встреч с родственниками в Латвии. Первоначально количество посетителей в Латвии было незначительным — всего 22 в 1961 году, но оно постепенно увеличивалось. В 1965 году Латвийскую ССР посетил 191 эмигрант, в 1966 году — 250, в 1967 году — 400, в 1968 году — 423, в 1969 году — 489, в 1970 году — 586.
За границу стали посылать представителей латышской советской интеллигенции — Раймонда Паулса, Яниса Петерса, Иманта Зиедониса.  А в 1978 году в Латвийскую ССР из США прилетел историк, профессор Андриевс Эзергайлис. Это был сенсационный визит, отмечал его латвийский коллега Пётр Яковлевич Крупников.
В 1979 году по инициативе эмигрантов была организована конференция в Марбурге, на которую Эзергайлис пригласил П.Я.Крупникова и Сигурда Зиемелиса. Это положило начало регулярным контактам между историками Латвии и диаспоры.

## Латвийские эмигрантские организации
23 октября 1955 года три латвийские организации в изгнании — Европейский центр Комитета освобождения Латвии, Ассоциация Латышей Америки и Объединение латышей в Австралии — основали в Лондоне Всемирную ассоциацию свободных латышей. Позднее к ней присоединились Латышское национальное объединение в Канаде и Объединение латышей в Бразилии. Целью Объединения свободных латышей было содействие освобождению латышского народа и восстановлению независимого латвийского государства, сохранение культуры и развитие творчества, помощь латышам, разбросанным по всему миру, а также обеспечение сотрудничества латышских общественных организаций разных стран. Как отметил президент ЛР Эгил Левит, «своей политической деятельностью объединение вынуждало инертные западные страны (потому что не было такого, что западные страны очень сильно поддерживали восстановление независимости Латвийского государства) поддержать политику непризнания оккупации Балтийских стран». Посольства довоенной Латвии в Вашингтоне и Лондоне продолжали выдавать паспорта Латвийской Республики.

## Латыши в Австралии

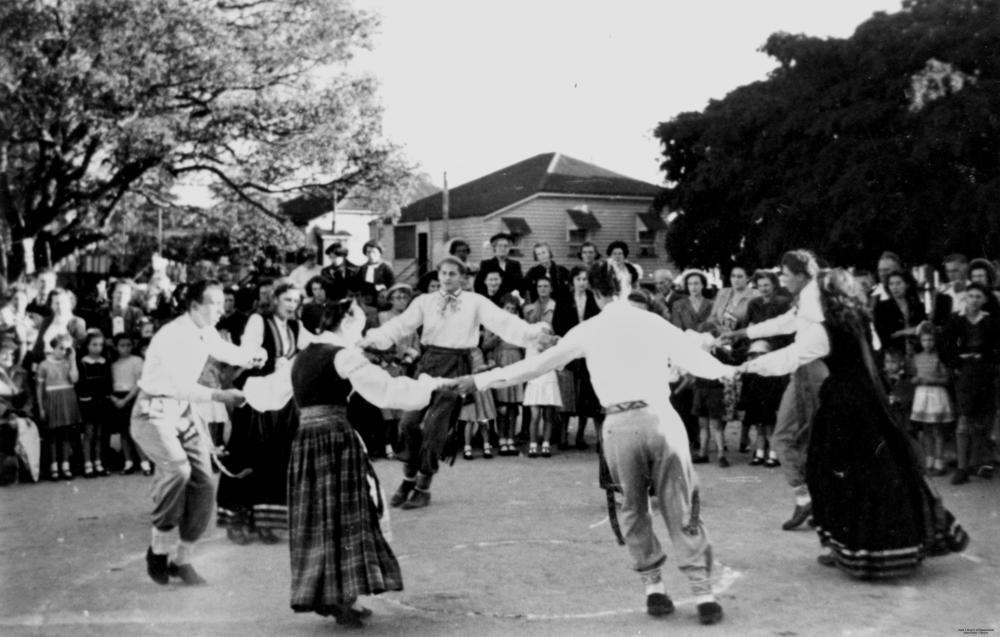
Австралийский латышский ансамбль народного танца «Сенатне» выступает в 1953 году на праздновании в честь коронации королевы Елизаветы II.

Многие латыши перебрались в Австралию из лагерей в Германии и других странах Европы. В 1953 году в Квинсленде было около 2000 латышей. Латыши Квинсленда начали собираться в 1949 году, позже была образована церковная община, были созданы хоры, театр и танцевальные коллективы. С 1951 года в различных австралийских городах ежегодно (за некоторыми исключениями) проводятся Дни культуры австралийских латышей — обычно во время летних каникул, под Рождество и Новый год. Согласно переписи 2006 года, 20 058 человек в Австралии считали себя латышами или указывали на своё латышское происхождение. Существует несколько латышских организаций в Австралии, в том числе Латышский дом в Аделаиде, Брисбенское Латышское общество, Латышское общество в Перте и Латышское общество Сиднея. Самым крупным является Латышский дом в Мельбурне, который объединяет общину в несколько тысяч человек. «У них даже есть свой район для пожилых людей, в котором созданы очень хорошие условия», — сообщает один из эмигрантов нового поколения.
Театровед Виктор Хаусманис написал книгу «Латышский театр в Австралии» (он также является автором книги «Латышские актеры в изгнании»).